# Liste der Baudenkmäler in Schwanstetten
Auf dieser Seite sind die Baudenkmäler in dem mittelfränkischen Markt Schwanstetten zusammengestellt. Diese Tabelle ist eine Teilliste der Liste der Baudenkmäler in Bayern. Grundlage ist die Bayerische Denkmalliste, die auf Basis des Bayerischen Denkmalschutzgesetzes vom 1. Oktober 1973 erstmals erstellt wurde und seither durch das Bayerische Landesamt für Denkmalpflege geführt wird. Die folgenden Angaben ersetzen nicht die rechtsverbindliche Auskunft der Denkmalschutzbehörde.
 Die Liste gibt den Fortschreibungsstand vom 3. Juli 2018 wieder und umfasst 44 Baudenkmäler.

## Baudenkmäler nach Gemeindeteilen

### Furth
| Lage                  | Objekt                   | Beschreibung | Akten-Nr.     | Bild                     |
| --------------------- | ------------------------ | --- | ------------- | ------------------------ |
| Furth 1 (Standort)    | Ehemaliges Wohnstallhaus | Erdgeschossiger, traufseitiger Sandsteinquaderbau mit Steilsatteldach und Fachwerkgiebel, bezeichnet mit „1794“.                                        | D-5-76-132-10 | Ehemaliges Wohnstallhaus |
| Furth 2 (Standort)    | Scheune                  | Traufseitiger Fachwerkbau mit Satteldach, 1908; Backofen, kleiner, verputzter Massivbau mit Satteldach, 1956.                                           | D-5-76-132-11 | BW                       |
| Furth 5 (Standort)    | Bauernhaus               | Erdgeschossiger, giebelständiger Steilsatteldachbau mit verputztem Sandsteinmauerwerk und Fachwerkgiebel, bezeichnet mit „1807“.                        | D-5-76-132-12 | weitere Bilder           |
| Furth 6 (Standort)    | Wohnstallhaus            | Erdgeschossiger, traufseitiger Steilsatteldachbau mit verputztem Sandsteinmauerwerk und Fachwerkgiebel, erstes Viertel 19. Jahrhundert, verändert 1891. | D-5-76-132-13 | BW                       |
| Furth 8 (Standort)    | Ehemaliges Bauernhaus    | Erdgeschossiger, giebelständiger und verputzter Sandsteinquaderbau mit Steilsatteldach und verputztem Fachwerkgiebel, bezeichnet mit „1857“.            | D-5-76-132-14 | weitere Bilder           |
| Furth 12 a (Standort) | Ehemaliges Austragshaus  | Erdgeschossiger, giebelständiger Fachwerkbau mit Satteldach, erste Hälfte 19. Jahrhundert.                                                              | D-5-76-132-16 | BW                       |

### Leerstetten
| Lage                                                  | Objekt                                                 | Beschreibung | Akten-Nr.             | Bild                 |
| ----------------------------------------------------- | ------------------------------------------------------ | --- | --------------------- | -------------------- |
| Further Straße 1 (Standort)                           | Evangelisch-lutherisches Pfarrhaus                     | Zweigeschossiger, verputzter Walmdachbau mit Fledermausgauben, Sandsteingliederung und dreiseitigem Treppenhausrisalit mit Zeltdach, historistisch, 1906–08; Nebengebäude, kleiner, erdgeschossiger Sandsteinquaderbau mit Satteldach, gleichzeitig. | D-5-76-132-2          | BW                   |
| Hauptstraße 2 (Standort)                              | Bauernhaus                                             | Erdgeschossiger, traufseitiger und teils verputzter Sandsteinquaderbau mit Steilsatteldach und Fachwerkgiebel, um 1800. | D-5-76-132-4 Wikidata | weitere Bilder       |
| Hauptstraße 4 (Standort)                              | Ehemaliges Schulhaus                                   | Zweigeschossiger Sandsteinquaderbau mit Walmdach und Gurtgesims, 1836; ehemalige Scheune, erdgeschossiger Sandsteinquader- und Holzbau mit Walmdach und Fledermausgauben, gleichzeitig; ehemalige Scheune, erdgeschossiger Sandsteinquaderbau mit Walmdach, gleichzeitig; Nebengebäude, kleiner, erdgeschossiger Sandsteinquaderbau mit Walmdach, gleichzeitig. | D-5-76-132-5          | Ehemaliges Schulhaus |
| Hauptstraße 5 (Standort)                              | Bauernhaus                                             | Erdgeschossiger Sandsteinquaderbau mit Steilsatteldach und verputztem Fachwerkgiebel, 18./19. Jahrhundert. | D-5-76-132-6          | Bauernhaus           |
| Hauptstraße 16 (Standort)                             | Gasthaus                                               | Erdgeschossiger, giebelständiger Satteldachbau mit verputztem Sandsteinerdgeschoss und Fachwerkgiebel, Anfang 18. Jahrhundert. | D-5-76-132-7          | weitere Bilder       |
| Hauptstraße 34 (Standort)                             | Türgewände                                             | Bezeichnet mit „1787“. | D-5-76-132-8          | BW                   |
| Nähe Hauptstraße (Standort)                           | Friedhof                                               | Angelegt 1607, mit liegendem Grabstein, 17. Jahrhundert, und Grabstein mit vergoldetem Kruzifix, zweite Hälfte 19. Jahrhundert; Reste der Einfriedung, zwei Sandsteinmauerzüge an West- und Nordseite, wohl frühes 17. Jahrhundert. | D-5-76-132-46         | BW                   |
| Nähe Hauptstraße (Standort)                           | Kriegerdenkmal                                         | Denkmal für die Gefallenen des Ersten und Zweiten Weltkrieges, streng gegliederte, natursteinverkleidete Wand mit Inschriftentafeln, davor Bodenplatten aus Marmor, von Walter Franke, 1965. | D-5-76-132-51         | Kriegerdenkmal       |
| In Leerstetten (Standort)                             | Evangelisch-lutherische Pfarrkirche St. Peter und Paul | Verputzter Satteldachbau mit Sandsteingiebelfassade und verputztem Chorturm mit Spitzhelm, Saalbau mit Holztonne und umlaufender Empore und kreuzrippengewölbtem, eingezogenem Chor, Turm frühes 14. Jahrhundert, Langhaus 17. Jahrhundert, neugotischer Umbau von Karl Alexander von Heideloff, 19. Jahrhundert; Einfriedung, Pfeilgitterzaun und verputzte Sandsteinpfeiler, an Südseite Reste der ehemaligen Friedhofsmauer, wohl 19. Jahrhundert, Sandsteinmauer wohl älter. | D-5-76-132-1          | weitere Bilder       |
| Renisholzäcker, an der Straße nach Schwand (Standort) | Steinkreuz                                             | Sandstein, wohl 15. Jahrhundert. | D-5-76-132-9          | weitere Bilder       |

### Mittelhembach
| Lage                                     | Objekt          | Beschreibung | Akten-Nr.     | Bild           |
| ---------------------------------------- | --------------- | --- | ------------- | -------------- |
| Ecke Mittel-/Nibelungenstraße (Standort) | Säulenbildstock | Mit Kreuzigungsrelief, Sandstein, 16./17. Jahrhundert. Ursprünglicher Standort jetzt im Main-Donau-Kanal, in den 1960er Jahren versetzt. | D-5-76-132-17 | weitere Bilder |
| Ecke Mittel-/Nibelungenstraße (Standort) | Steinkreuz      | Sandstein, wohl spätmittelalterlich. Ursprünglicher Standort jetzt im Main-Donau-Kanal, in den 1960er Jahren versetzt.                   | D-5-76-132-18 | weitere Bilder |

### Schwand bei Nürnberg
| Lage                                                              | Objekt                                                      | Beschreibung | Akten-Nr.     | Bild                       |
| ----------------------------------------------------------------- | ----------------------------------------------------------- | --- | ------------- | -------------------------- |
| Allersberger Straße 1 (Standort)                                  | Scheune                                                     | Erdgeschossiger, giebelständiger Satteldachbau mit Fachwerkgiebel, bezeichnet mit „1849“. | D-5-76-132-19 | BW                         |
| Allersberger Straße 4 (Standort)                                  | Wohnstallhaus                                               | Erdgeschossiger, giebelständiger Sandsteinquaderbau mit Satteldach und Fachwerkgiebeln, erste Hälfte 19. Jahrhundert. | D-5-76-132-48 | BW                         |
| Allersberger Straße 6 a (Standort)                                | Ehemalige Scheune                                           | Erdgeschossiger, giebelständiger Fachwerkbau mit Satteldach und einseitigem Dachvorstand, Anfang 18. Jahrhundert. | D-5-76-132-22 | BW                         |
| Allersberger Straße 21 (Standort)                                 | Wohnstallhaus                                               | Erdgeschossiger, traufseitiger Sandsteinquaderbau mit Satteldach und Gauben, Mitte 19. Jahrhundert; Scheune, erdgeschossiger, giebelständiger Fachwerkbau mit Steilsatteldach und verbrettertem Giebel, 1908. | D-5-76-132-24 | BW                         |
| Am Marktplatz 7 (Standort)                                        | Erbtaverne zum Schwan                                       | Zweigeschossiger Eckbau mit Satteldach, Fachwerkobergeschoss und -giebel, im Kern zweite Hälfte 14. Jahrhundert, Neuerrichtung 17. Jahrhundert; ehemalige Brauerei, zwei- bis dreigeschossiger, verputzter Massivbau mit Mansardwalmdach und Fachwerkteilen, 1809. | D-5-76-132-27 | BW                         |
| Boxlohe 2/4 (Standort)                                            | Wohnhausgruppe                                              | Zweigeschossige, traufseitige Satteldachbauten mit Fachwerkobergeschossen und Freitreppen, Boxlohe 4 mit straßenseitigem Giebel, Mitte 18. Jahrhundert, 1911 und 1962 aufgestockt. | D-5-76-132-26 | BW                         |
| Boxlohe 5 (Standort)                                              | Ehemaliges Austragshaus                                     | Erdgeschossiger, giebelseitiger Satteldachbau mit verputztem Fachwerkgiebel, bezeichnet mit „1766“. | D-5-76-132-25 | BW                         |
| Kreisstraße 35, an der Straße nach Harrlach (Standort)            | Grenzstein                                                  | Sandstein, 1575. | D-5-76-132-43 | BW                         |
| Mühlgasse 6 (Standort)                                            | Ehemalige Mühle, sogenannte Obermühle                       | Zweigeschossiger, giebelständiger Sichtziegelbau mit Satteldach und Werksteingliederung, rückseitig ehemaliges Turbinenhaus, von Johann Götz, bezeichnet mit „1900“; mit technischer Ausstattung; Scheune, erdgeschossiger Fachwerk- und Sandsteinquaderbau mit Satteldach, wohl erstes Viertel 19. Jahrhundert; Toreinfahrt, schmiedeeisernes Gittertor, um 1900.                   | D-5-76-132-47 | BW                         |
| Nürnberger Straße 1 a (Standort)                                  | Ehemaliges Büttelhaus                                       | Zweigeschossiger, traufseitiger Satteldachbau mit Fachwerk-Obergeschoss, im Kern spätes 17. Jahrhundert, 1953 überformt. | D-5-76-132-28 | Ehemaliges Büttelhaus      |
| Nürnberger Straße 12 (Standort)                                   | Ehemaliges Schulhaus                                        | Zweigeschossiger Sandsteinquaderbau mit Walmdach und Gurtgesims, bezeichnet mit „1831“. | D-5-76-132-29 | Ehemaliges Schulhaus       |
| Nürnberger Straße 15 (Standort)                                   | Wohnhaus                                                    | Zweigeschossiger Mansarddachbau mit Aufzugserker, Ende 18. Jahrhundert. | D-5-76-132-30 | BW                         |
| Nürnberger Straße 15 a (Standort)                                 | Hopfenbauernhaus                                            | Erdgeschossiger, giebelständiger Sandsteinquaderbau mit Steilsatteldach und angeschweiftem Giebel, bezeichnet mit „1889“. | D-5-76-132-31 | BW                         |
| Nürnberger Straße 17 (Standort)                                   | Ehemaliges Richterwohnhaus                                  | Zweigeschossiger, giebelständiger Satteldachbau mit Fachwerkobergeschoss und -giebel, im Kern 17. Jahrhundert, Aufstockung mit Fachwerkgiebel 1918. | D-5-76-132-32 | Ehemaliges Richterwohnhaus |
| Nürnberger Straße 19 (Standort)                                   | Ehemaliges Schulhaus                                        | Zweigeschossiger, traufseitiger Satteldachbau mit Fachwerkobergeschoss und -giebel, 18. Jahrhundert, Fachwerkobergeschoss 1815. | D-5-76-132-33 | Ehemaliges Schulhaus       |
| Nürnberger Straße 21 (Standort)                                   | Evangelisch-lutherische Pfarrkirche St. Johannes der Täufer | Zweigeschossiger Sandsteinquaderbau mit Walmdach, Doppelpilastergliederung und ehemaliger Chorturm mit Spitzhelm, flachgedeckter Saalbau mit Doppelemporen, Turmuntergeschoss mittelalterlich, Glockengeschoss 18. Jahrhundert, Langhaus im Markgrafenstil von Johann David Steingruber, 1753; mit Ausstattung; Teile der Kirchhofummauerung, Sandsteinquadermauer, 18. Jahrhundert. | D-5-76-132-34 | weitere Bilder             |
| Nähe Nürnberger Straße (Standort)                                 | Kriegerdenkmal                                              | Figur eines knienden Soldaten auf hohem Naturstein-Postament mit seitlichen Inschrifttafeln, von Heinz Hench, bezeichnet mit „1921“, nach 1945 erweitert, 1965 an den heutigen Standort versetzt. | D-5-76-132-50 | BW                         |
| Abzweigung Nürnberger Straße/Alte Straße (Standort)               | Steinkreuz                                                  | Sandstein, 1633. | D-5-76-132-44 | weitere Bilder             |
| Rednitzhembacher Straße 5 (Standort)                              | Ehemaliges Bauernhaus                                       | Erdgeschossiger, giebelständiger Sandsteinquaderbau mit Satteldach und Kugelaufsätzen am Giebel, bezeichnet mit „1769“, im Kern zweite Hälfte 17. Jahrhundert. | D-5-76-132-35 | BW                         |
| Rednitzhembacher Straße 11/13 (Standort)                          | Kleinhaus                                                   | Doppelhaus, erdgeschossiger, traufseitiger Fachwerkbau mit Satteldach, erstes Viertel 19. Jahrhundert. | D-5-76-132-36 | BW                         |
| Rednitzhembacher Straße 15 (Standort)                             | Kleinhaus                                                   | Erdgeschossiger, traufseitiger und verputzter Fachwerkbau mit Satteldach, erste Hälfte 19. Jahrhundert. | D-5-76-132-37 | BW                         |
| Rosengasse 1 (Standort)                                           | Gasthaus                                                    | Erdgeschossiger, giebelständiger Sandsteinquaderbau mit Satteldach, bezeichnet mit „1859“. | D-5-76-132-38 | Gasthaus                   |
| Rother Straße 6 (Standort)                                        | Bauernhaus                                                  | Erdgeschossiger, giebelständiger Sandsteinquaderbau mit Satteldach, bezeichnet mit „1867“. | D-5-76-132-41 | BW                         |
| Rother Straße 8 (Standort)                                        | Ehemaliges Hirtenhaus                                       | Erdgeschossiger, traufseitiger Satteldachbau mit Fachwerkgiebeln, nördlich verputzt, Mitte 19. Jahrhundert. | D-5-76-132-42 | BW                         |
| Im harten Zagel, südlich vom Ort, am Weg nach Pruppach (Standort) | Steinkreuz                                                  | Sandstein, 1594. | D-5-76-132-45 | weitere Bilder             |
| Traumühlweg 17 (Standort)                                         | Ehemaliges Mühlengehöft                                     | Wohnhaus, erdgeschossiger, verputzter Steilsatteldachbau, Mitte 19. Jahrhundert; Scheune, erdgeschossiger, giebelständiger Fachwerkbau mit Steilsatteldach, 17. Jahrhundert. | D-5-76-132-49 | BW                         |

## Ehemalige Baudenkmäler
In diesem Abschnitt sind Objekte aufgeführt, die früher einmal in der Denkmalliste eingetragen waren, jetzt aber nicht mehr. Objekte, die in anderem Zusammenhang – also z. B. als Teil eines Baudenkmals – weiter eingetragen sind, sollen hier nicht aufgeführt werden. Aktennummern in diesem Abschnitt sind ehemalige, jetzt nicht mehr gültige Aktennummern.

| Lage                                            | Objekt      | Beschreibung         | Akten-Nr.     | Bild |
| ----------------------------------------------- | ----------- | -------------------- | ------------- | ---- |
| Schwand bei Nürnberg Rother Straße 1 (Standort) | Wappenstein | wohl 18. Jahrhundert | D-5-76-132-40 | BW   |

## Abgegangene Baudenkmäler
In diesem Abschnitt sind Objekte aufgeführt, die früher einmal in der Denkmalliste eingetragen waren, jetzt aber nicht mehr existieren, z. B. weil sie abgebrochen wurden. Aktennummern in diesem Abschnitt sind ehemalige, jetzt nicht mehr gültige Aktennummern.

| Lage                                 | Objekt     | Beschreibung | Akten-Nr.    | Bild |
| ------------------------------------ | ---------- | --- | ------------ | ---- |
| Leerstetten Hauptstraße 1 (Standort) | Bauernhaus | erdgeschossiger Satteldachbau, Sandsteinquader verputzt, erste Hälfte 19. Jahrhundert; Backofen. Um 2011 abgerissen. | D-5-76-132-3 | BW   |